# Juan Carlos Arguedas
Juan Carlos Arguedas Ávila (San José, 3 de mayo de 1970) es un entrenador y exfutbolista profesional costarricense.

## Trayectoria
Inició su carrera en 1986 con la Asociación Deportiva Carmelita en la Segunda División de Costa Rica. Posteriormente se vincularía a la Liga Deportiva Alajuelense, equipo con el que realizaría su debut oficial en Primera División el 18 de marzo de 1989 en un partido ante la Asociación Deportiva Ramonense, encuentro en el cual anotaría su primer gol. Se proclamaría campeón del Campeonato de Fútbol de Costa Rica 1991 y del Campeonato de Fútbol de Costa Rica 1992, logrando 57 goles en 194 partidos. Tendría su primer paso por el fútbol internacional al jugar con el Club Atlético Bucaramanga Corporación Deportiva en 1993. En 1995 pasaría a formar parte del Club Sport Herediano por un periodo corto, ya que ese mismo año viajaría a México para militar con el Club Deportivo Estudiantes Tecos. Al siguiente año regresaría a Costa Rica sumarse a las filas del Deportivo Saprissa por dos temporadas únicamente ya que regresaría al ámbito internacional, esta vez con el Cobán Imperial en 1997 y el Aurora Fútbol Club en 1998, ambos equipos de la Primera División de Guatemala. En el periodo 1999-2001 fue ficha del Club Sport Herediano, con quienes lograría el subcampeonato del torneo 2000-2001. Su segunda vinculación a la Asociación Deportiva Carmelita la haría en el 2002, club con el que se mantendría hasta el 2004, año en el que se retira del fútbol profesional.
Dentro de sus logros personales, se encuentran los títulos de máximo goleador de la Primera División en los campeonatos de 1994-1995 y 1999-2000.
A nivel de selecciones nacionales, participó en la Copa Mundial de Fútbol Juvenil de 1989 a nivel juvenil, así como la Copa de Oro de la Concacaf 1991, Copa Uncaf 1993, las Eliminatorias Copa Mundial de Fútbol de 1994 (Concacaf), Eliminatorias Copa Mundial de Fútbol de 2002 (Concacaf) y varios encuentros amistosos a nivel mayor, sumando un total de 4 anotaciones en 16 participaciones Clase A. 
Como entrenador ha dirigido a equipos como la Asociación Deportiva Carmelita (2004 - 2007) y Asociación Deportiva San Carlos (2007 - 2009)  en  Primera División

### Goles internacionales
| #  | Fecha                 | Lugar                                         | Oponente       | Anotaciones | Resultado | Competición                                             |
| -- | --------------------- | --------------------------------------------- | -------------- | ----------- | --------- | ------------------------------------------------------- |
| 1. | 3 de julio de 1991    | Estadio Rose Bowl, California, Estados Unidos | Estados Unidos | 1-1         | 3-2       | Copa de Oro de la Concacaf 1991                         |
| 2. | 23 de agosto de 1992  | Estadio Ricardo Saprissa, Tibás, Costa Rica   | Panamá         | 3-0         | 5-1       | Eliminatorias Copa Mundial de Fútbol de 1994 (Concacaf) |
| 3. | 23 de agosto de 1992  | Estadio Ricardo Saprissa, Tibás, Costa Rica   | Panamá         | 4-0         | 5-1       | Eliminatorias Copa Mundial de Fútbol de 1994 (Concacaf) |
| 4. | 16 de febrero de 1993 | Estadio Nacional, San José, Costa Rica        | Nicaragua      | 4-0         | 6-0       | Eliminatoria Copa Uncaf 1993                            |

### Participaciones en Copas del Mundo
| Mundial                                | Sede           | Resultado      |
| -------------------------------------- | -------------- | -------------- |
| Copa Mundial de Fútbol Juvenil de 1989 | Arabia Saudita | Fase de grupos |

## Clubes

### Como jugador
| Club                 | País       | Año       |
| -------------------- | ---------- | --------- |
| L. D. Alajuelense    | Costa Rica | 1989-1993 |
| Atlético Bucaramanga | Colombia   | 1993      |
| L. D. Alajuelense    | Costa Rica | 1994-1995 |
| C. S. Herediano      | Costa Rica | 1995      |
| Tecos UAG            | México     | 1995      |
| Deportivo Saprissa   | Costa Rica | 1996-1997 |
| Cobán Imperial       | Guatemala  | 1997      |
| Aurora F. C.         | Guatemala  | 1998-1999 |
| A. D. Carmelita      | Costa Rica | 1999      |
| C. S. Herediano      | Costa Rica | 2000-2001 |
| A. D. Carmelita      | Costa Rica | 2002-2004 |

### Como entrenador
| Club             | País       | Año       |
| ---------------- | ---------- | --------- |
| A. D. San Carlos | Costa Rica | 2007-2009 |

## Palmarés

### Títulos nacionales
| Título                         | Club              | País       | Año  |
| ------------------------------ | ----------------- | ---------- | ---- |
| Primera División de Costa Rica | L. D. Alajuelense | Costa Rica | 1991 |
| Primera División de Costa Rica | L. D. Alajuelense | Costa Rica | 1992 |

### Distinciones individuales
| Distinción                      | Año       |
| ------------------------------- | --------- |
| Goleador de la Primera División | 1994-1995 |
| Goleador de la Primera División | 1999-2000 |